# David Card
David Edward Card (ur. 1956) – kanadyjski ekonomista, profesor ekonomii na Uniwersytecie Kalifornijskim w Berkeley. Zajmuje się głównie empiryczną mikroekonomią pracy. Jest znany dzięki innowacyjnym ekonometrycznie, opartym na quasi-eksperymentach badaniom, których rezultaty odkrywały słabości przyjmowanych wcześniej założeń i teorii, i pomagały je rozwijać. Laureat John Bates Clark Medal z 1995. Laureat Nagrody im. Alfreda Nobla w dziedzinie ekonomii za 2021 rok razem z Joshuą Angristem i Guidem Imbensem.

## Wczesne życie i wykształcenie
Card dorastał w prowadzonym przez jego ojca wiejskim gospodarstwie rolnym pod Guelph w Ontario. Rozpoczął studia z fizyki na Queen’s University, dorabiając sobie pracą w hucie stali. Wspomina, że zainteresowanie ekonomią podsyciło u niego przeczytanie związanego z rolnictwem rozdziału z podręcznika ekonomii, którego używała jego ówczesna partnerka. W ciągu kilku następnych tygodni przeczytał resztę książki, i zdecydował się zmienić kierunek studiów. Przez niestandardowy tok nauczania miał początkowo ograniczony, drugi wybór przedmiotów. Trafił przez to na fakultatywne, prowadzone przez wykładowców z Princeton, zajęcia z ekonomii pracy, której poświęcił się naukowo.
W 1978 zdobył tytuł B.A. na Queen’s University. Kontynuował naukę pod kierunkiem Orley Ashenfelter na Uniwersytecie Princeton, realizując tam doktorat w dziedzinie ekonomii w 1983.

## Kariera
W latach 1982–1983 Card prowadził zajęcia w University of Chicago Graduate School of Business. Między 1983–1997 należał do kadry Princeton. W 1997 przeniósł się w związku z karierą żony do Kalifornii i od tego czasu pracuje na Uniwersytecie w Berkeley.
Należał do redakcji takich pism jak Journal of Labor Economics (1988–1992), w tym redakcji naczelnej czasopism Econometrica (1993–1997) i American Economic Review (2002–2005).

### Praca naukowa
Według laudacji Clark Medal, oraz np. wg Chetty’ego czy Angrista i Pischkego, Card zalicza się do wiodących osób, które przełamały okres dominacji analiz teoretycznych i podniosły znaczenie badań empirycznych w ekonomii. W ocenie Katza, „przeprowadzka Davida Carda do Berkeley nadała biegu współczesnemu renesansowi empirycznej mikroekonomii”.
W programie badań, od którego rozpoczął pracę i który kontynuował przez lata, Card empirycznie weryfikował teorie i modele podaży pracy w cyklu życia i w cyklu koniunkturalnym. W ciągu kariery zajmował się też często bezrobociem (mechanizmami, programami aktywizacji zawodowej, zasiłkami), związkami zawodowymi (strajkami, negocjacjami zbiorowymi), i ustalaniem płac (lepkością, nierównościami itp.). Realizuje także serię badań efektywności nakładów na edukację, starając się zidentyfikować ten wpływ niezależnie od zmiennych zakłócających. Jego wyniki wskazywały na opłacalność edukacji oraz programów dla uzdolnionych uczniów, i ich skuteczność w zmniejszaniu nierówności dochodowych i etnicznych.
Badał również imigrację – początkowo w oparciu o ogólnokrajowe dane ze spisów powszechnych w USA. Po ucieczce ok. 125 tys. uchodźców z Kuby na Florydę ok. 1980 (tzw. Mariel Boatlift), Card podjął się analizy wpływu tego wydarzenia na tamtejszy rynek pracy, przedstawiając rezultaty w tekście opublikowanym w 1989. Jego wyniki podważały przewidywania prostych teorii, wskazując że imigracja nie spowodowała w tym przypadku obniżenia płac ani zwiększenia bezrobocia. W kolejnych latach powstał szereg metaanaliz, polemik i podobnych badań różnych autorów na ten temat, oraz raport National Academy of Sciences z 2016. W ocenie tekstów Wall Street Journal czy New York Times z 2017, ekonomiści w większości – lecz nie jednogłośnie – uznawali wtedy rezultaty zgodne z analizą Carda za bardziej przekonujące.
W latach osiemdziesiątych wydał też swoje pierwsze prace o płacy minimalnej, na podstawie reform z Kalifornii i spisów powszechnych. W 1994 opublikował, razem z Alanem Kruegerem, analizę eksperymentu naturalnego pozwalającego na próbę szczegółowego oszacowania wpływu zmian płacy minimalnej na zatrudnienie. Rezultaty wykorzystującego metodę różnicy w różnicach porównania zatrudnienia w restauracjach fast food w sąsiadujących stanach (Pensylwanii i New Jersey) podważały modele, według których wpływ ten powinien być jednoznacznie negatywny. Stawarczyk pisze, że było to „kamieniem milowym dla nowej fali badań nad zależnością płacy minimalnej i zatrudnienia, przy zastosowaniu bardziej wyrafinowanych metod niż stosowane do tej pory”. Po wielu nowych pracach różnych autorów, w ocenie Freemana, ciężar dowodów przesunął się na przeciwników „niedużych” zmian płacy minimalnej. Tekst w Bloomberg z 2021 wskazuje np., że w 1978 90% ankietowanych członków AEA przewidywało jeszcze, że takie zmiany powodują znaczący wzrost bezrobocia, a w 2015 z podobnym twierdzeniem zgadzało się już tylko 26% wiodących ekonomistów wybranych przez instytut badawczy Uniwersytetu Chicagowskiego. „Duże” zmiany płacy pozostawały oceniane bardziej negatywnie lub niejednoznacznie.
Komentując w 2006 polemiki i kontrowersje wokół prac na temat imigracji i płacy minimalnej, Card zadeklarował, że podejmował badania przede wszystkim w celu lepszego zrozumienia mechanizmów rynku pracy – np. asymetrii informacji oraz procesów poszukiwań i dopasowania. Odżegnał się od ideologicznego zaangażowania, mówiąc że nigdzie nie postulował wprowadzenia określonego poziomu płacy minimalnej lub imigracji, nie chce być charakteryzowany jako zwolennik żadnych rozwiązań, i unika dyskusji politycznych. Wyraził też żal, że przez tę postawę i teksty stracił część znajomych, którzy uznali je z różnych powodów za nieakceptowalne. Według Clementa, Card „skrupulatnie unikał orędownictwa”.

### Wyróżnienia
W 1995 odebrał John Bates Clark Medal, przyznawany „za najbardziej znaczący wkład w myśl i wiedzę ekonomiczną”. Uhonorowano go także IZA Prize in Labor Economics (2006, razem z Alanem Kruegerem), Frisch Medal od Econometric Society (2008), BBVA Foundation Frontiers of Knowledge Award (2014, razem z Richardem Blundellem) oraz Jacob Micner Award (2019). Według tekstu Mączyńskiej z 2020, Card był „etatowym już kandydatem” do ekonomicznego „Nobla”, pojawiając się regularnie wśród osób wymienianych w spekulacjach przed ogłoszeniem tej nagrody.
Otrzymał doktorat honoris causa kanadyjskich uczelni: Queen’s University (1999) University of Guelph (2015) i Uniwersytetu Montrealskiego (2019).
Zasiada jako fellow w Society of Labor Economists, Econometric Society (od 1992) oraz w Amerykańskiej Akademii Sztuk i Nauk (1998), i jest członkiem National Academy of Sciences (2021).
W 2009 wygłosił honorowy wykład Richard T. Ely Lecture Amerykańskiego Towarzystwa Ekonomicznego. W kadencji 2014 został wybrany na wiceprzewodniczącego tej organizacji (razem z N. Gregory Mankiwem), a w kadencji 2021 na jej przewodniczącego.

## Życie prywatne
Card mieszka z żoną w Sonomie w Kalifornii. Jako hobby wymienia stolarstwo i tworzenie mebli, którego uczył się w liceum w Kanadzie. Według laudacji Freemana, jest lubiany przez współpracowników i studentów.